# Fedoriwka
Fedoriwka (ukrainisch Федорівка; russisch Фёдоровка Fjodorowka) ist eine Siedlung städtischen Typs im Osten der Ukraine mit etwa 400 Einwohnern.
Fedoriwka wurde 1800 gegründet. 1958 wurde das Dorf zur Siedlung städtischen Typs ernannt.
Der Ort gehörte verwaltungstechnisch zusammen mit den 2 Siedlungen Butkewytsch (Буткевич) und Werhuliwkske (Вергулівське) sowie dem Dorf Woskresseniwka (Воскресенівка) zur Stadt Petrowske, die wiederum zum Stadtkreis von Krasnyj Lutsch gehörte.
Am 12. Juni 2020 wurde die Siedlung ein Teil neu gegründeten Stadtgemeinde Chrustalnyj, bis dahin war sie ein Teil der Stadtratsgemeinde Petrowske im Stadtkreis von Chrustalnyj (Krasynj Lutsch).
Am 17. Juli 2020 wurde der Ort ein Teil des Rajons Rowenky.